# Franzosengräber (Rehau)

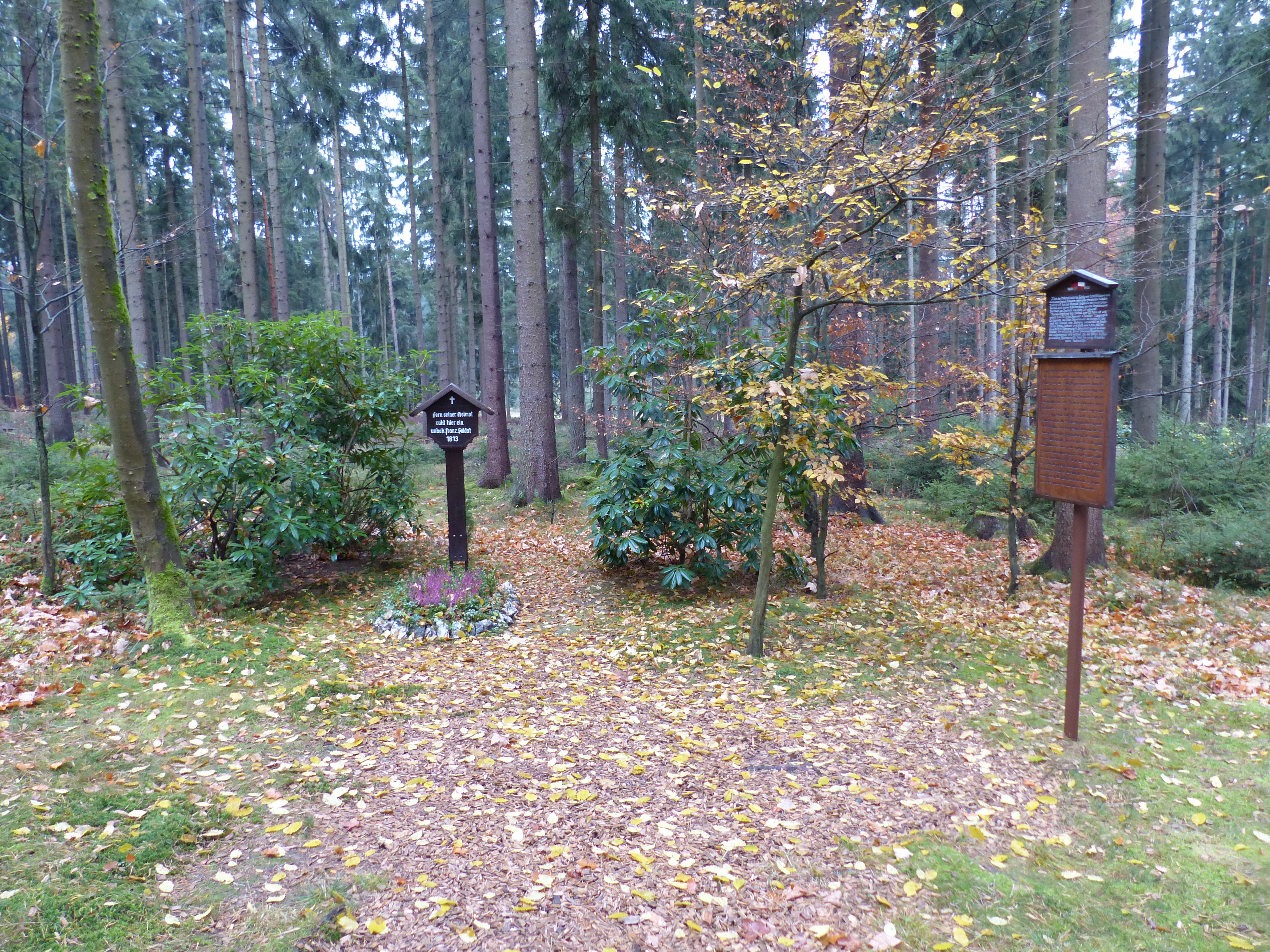
Grab bei Faßmannsreuth

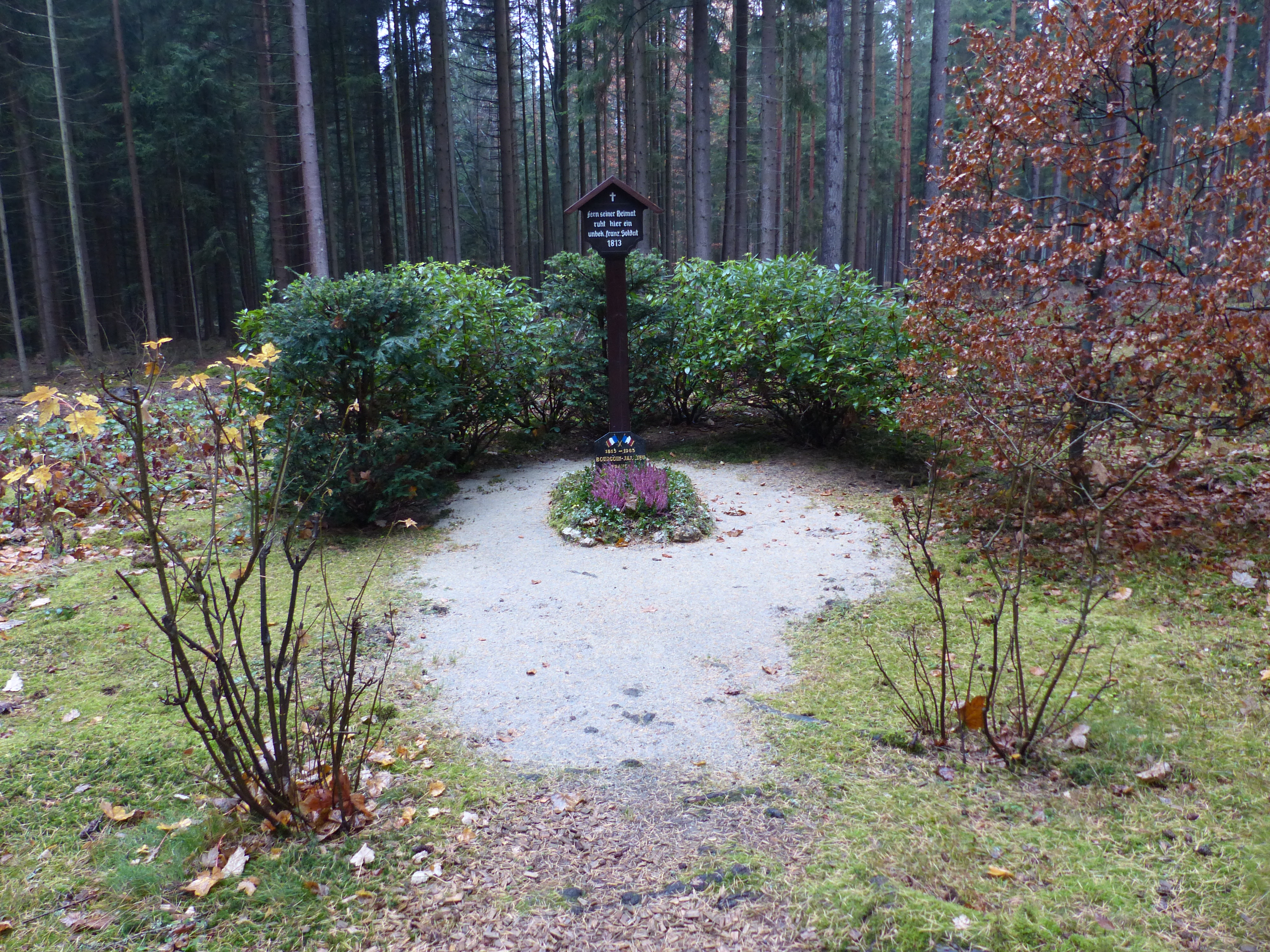
Grab bei Ludwigsbrunn

Die beiden Franzosengräber auf dem Gebiet der Stadt Rehau im oberfränkischen Landkreis Hof sind Soldatengräber aus der Zeit der Befreiungskriege.
Die Gräber liegen im Wald bei Faßmannsreuth (Lage) bzw. an der Kreisstraße HO 4 bei Ludwigsbrunn (Lage). Es handelt sich um die Bestattungsorte flüchtender oder gefangener französischer Soldaten, die nach der Völkerschlacht bei Leipzig 1813 in Bauernhäusern Zuflucht und Pflege fanden, jedoch an den Folgen ihrer Verwundungen verstarben und im Wald bestattet wurden. Der bei Faßmannsreuth bestattete 22-jährige Soldat Dubue gehörte dem 56e régiment d’infanterie an. Die beiden Soldaten durften nicht auf Gemeindegebiet bestattet werden, deshalb wurden als Grabstätten Waldgebiete außerhalb der Gemeindegrenzen ausgewählt. Die Gräber wurden bis in die heutige Zeit gepflegt und sind so erhalten geblieben.
Sie bildeten 1963 den Anlass für eine Städtepartnerschaft zwischen den Städten Rehau und Bourgoin-Jallieu (Region Auvergne-Rhône-Alpes). Der Gedanke der Städtepartnerschaft war auch Ausdruck der Annäherung der beiden Länder als bestimmendes Thema des Jahres 1963 im Sinne der Deutsch-französischen Freundschaft, wie er auch im Élysée-Vertrag festgehalten wurde. Seit 2003 gibt es einen Wanderweg mit sechs Stationen zwischen den Soldatengräbern.
Zwischen Rehau und Pilgramsreuth befindet sich ein denkmalgeschütztes spätmittelalterliches Steinkreuz. Der Überlieferung nach soll dort ein französischer General, der sich 1813 auf dem Rückzug von Russland befand, verstorben und begraben sein.